# Moḩammadābād-e Denow
Moḩammadābād-e Denow (persiska: دهنو, Moḩammadābād-e Dehnow, محمد آباد دنو) är en ort i Iran.   Den ligger i provinsen Kerman, i den centrala delen av landet, 700 km sydost om huvudstaden Teheran. Moḩammadābād-e Denow ligger 1 481 meter över havet och antalet invånare är 717.
Terrängen runt Moḩammadābād-e Denow är platt. Runt Moḩammadābād-e Denow är det ganska glesbefolkat, med 42 invånare per kvadratkilometer. Närmaste större samhälle är Rafsanjān, 7,2 km sydost om Moḩammadābād-e Denow. Omgivningarna runt Moḩammadābād-e Denow är i huvudsak ett öppet busklandskap.